# Liste der Ramsar-Gebiete in Nordkorea
Ramsar-Gebiete in Nordkorea sind nach der 1971 geschlossenen Ramsar-Konvention geschützte Feuchtgebiete in Nordkorea. Diese sind von internationaler Bedeutung, nach der Absicht des internationalen völkerrechtlichen Vertrags insbesondere als Lebensraum für Wasser- und Watvögel. In Nordkorea sind zwei Ramsar-Gebiete mit einer Gesamtfläche von 7241 Hektar ausgewiesen.

## Liste der Ramsar-Gebiete
| Name des Gebiets              | Bild                                | Region                                                                    | Lage                      | Ramsar-Gebietsnummer | Größe in Hektar | Ausweisungs- Datum |
| ----------------------------- | ----------------------------------- | ------------------------------------------------------------------------- | ------------------------- | -------------------- | --------------- | ------------------ |
| Mundok Migratory Bird Reserve | Bild gesucht                        | Mundŏk-gun, an der Grenze der Provinzen P’yŏngan-namdo und P’yŏngan-pukto | 39,56° N, 125,40278° O    | 2342                 | 3715            | 16. Jan. 2018      |
| Rason Migratory Bird Reserve  | See im Rason Migratory Bird Reserve | Rasŏn                                                                     | 42,33306° N, 130,58306° O | 2343                 | 3525,7          | 16. Jan. 2018      |